# Oxynoemacheilus hamwii
Oxynoemacheilus hamwii es una especie de peces de la familia Balitoridae en el orden de los Cypriniformes.

## Distribución geográfica
Se encuentran en las cuencas de los ríos Tigris y Éufrates.

## Hábitat
Es un pez de agua dulce.